# Dolianthus archboldianus
Dolianthus archboldianus là một loài thực vật có hoa trong họ Thiến thảo. Loài này được (Merr. & L.M.Perry) A.P.Davis mô tả khoa học đầu tiên năm 2001.